# Louis Bourgonjon
Ludovicus Franciscus (Louis) Bourgonjon (Brugge, 19 januari 1835 – Tilburg, 8 mei 1925) was een Belgisch beeldhouwer, werkzaam in Nederland.

## Leven en werk
Bourgonjon was een zoon van Franciscus Bourgonjon en Maria van Acker en een broer van de beeldhouwer Emil Bourgonjon. Uit zijn huwelijk met modemaakster Theonia Roeland (1844-1926) werd onder anderen zoon Gerard geboren, die ook beeldhouwer zou worden.
Bourgonjon was beeldhouwerspatroon in Gent (1871-1883). In 1883 werd hij docent aan de kunstnijverheidsschool Quellinus in Amsterdam. Hij gaf er les in onder andere de praktische bewerking van materialen, decoratieve kunsten, restauratiewerk en ornamenteel beeldhouwwerk. Tot zijn leerlingen behoorden, naast zijn zoon Gerard, Johan Peddemors en Leen van Tetterode. Vanaf 1889 gaf hij in de lokalen van Quellinus ook les aan de garneerschool van de Nederlandse Bakkersbond. Bij zijn afscheid van de Quellinusschool in 1915 kreeg hij van zijn oud-leerlingen een zilveren plaquette aangeboden, gemaakt door Johannes Cornelis Wienecke. Hij werkte nadien op het atelier van zijn zoon in Amsterdam en vanaf 1919 in Tilburg.
Bourgonjon overleed in Tilburg, op 90-jarige leeftijd. Het grafmonument van de familie Bourgonjon-Roeland werd gemaakt door zijn zoon Gerard.

## Werken (selectie)
- ca. 1880 schoorsteenboezem, Departement van Justitie, Plein, Den Haag
- 1885 ontwerp nieuwe lijst voor De Nachtwacht, toen deze werd overgebracht van het Trippenhuis naar het nieuwe Rijksmuseumgebouw, uitgevoerd in de praktijkwerkplaats van de Quellinusschool
- 1887 restauratiewerkzaamheden voor het Rijksmuseum Amsterdam
- 1888 leeuwenkoppen voor woonhuis jhr. Van Riemsdijk
- 1911 houtsnijwerk voor meubilair van de firma J.H. Haag & Zn.

- Biografisch Portaal: 16365158
- RKD-Nederlands Instituut voor Kunstgeschiedenis: 11532